# Bremen (米津玄師のアルバム)
『Bremen』（ブレーメン）は、米津玄師の3枚目のオリジナルアルバム。2015年10月7日にユニバーサルシグマからリリース。

## 概要
前作『YANKEE』から約1年半ぶりとなるオリジナルアルバム。｢Flowerwall」、「アンビリーバーズ」といったシングル曲や、かねてからツイキャスで弾き語り演奏されてきた「ミラージュソング」など全14曲を収録。
米津描き下ろしのイラストが収められた「画集盤」、ミュージックビデオなどの映像を収めたDVD付きの「映像盤」、CDのみの「通常盤」の3形態で発売。また、全形態初回生産分には、2016年1月から行われる全国ライブツアー「米津玄師 2016 TOUR / 音楽隊」のチケット先行抽選受付シリアルナンバーが封入された。
11月20日、第57回日本レコード大賞「優秀アルバム賞」を受賞したことが発表された。
次回作「LOSER/ナンバーナイン」よりソニーミュージックレコーズからのリリースとなったため、現時点ではユニバーサルシグマからリリースされた最後の米津の作品である。

## 収録内容
| 全作詞・作曲: 米津玄師。 |                      |           |            |                      |      |
| #                        | タイトル             | 作詞      | 作曲・編曲 | 編曲                 | 時間 |
| 1.                       | 「アンビリーバーズ」 | 米津玄師  | 米津玄師   | 米津玄師、蔦谷好位置 | 4:42 |
| 2.                       | 「フローライト」     | 米津玄師  | 米津玄師   | 米津玄師             | 4:42 |
| 3.                       | 「再上映」           | 米津玄師  | 米津玄師   | 米津玄師             | 3:32 |
| 4.                       | 「Flowerwall」       | 米津玄師  | 米津玄師   | 米津玄師、蔦谷好位置 | 4:58 |
| 5.                       | 「あたしはゆうれい」 | 米津玄師  | 米津玄師   | 米津玄師             | 4:03 |
| 6.                       | 「ウィルオウィスプ」 | 米津玄師  | 米津玄師   | 米津玄師             | 5:07 |
| 7.                       | 「Undercover」       | 米津玄師  | 米津玄師   | 米津玄師             | 3:58 |
| 8.                       | 「Neon Sign」        | 米津玄師  | 米津玄師   | 米津玄師             | 4:06 |
| 9.                       | 「メトロノーム」     | 米津玄師  | 米津玄師   | 米津玄師、蔦谷好位置 | 4:19 |
| 10.                      | 「雨の街路に夜光蟲」 | 米津玄師  | 米津玄師   | 米津玄師             | 3:49 |
| 11.                      | 「シンデレラグレイ」 | 米津玄師  | 米津玄師   | 米津玄師             | 4:11 |
| 12.                      | 「ミラージュソング」 | 米津玄師  | 米津玄師   | 米津玄師             | 4:53 |
| 13.                      | 「ホープランド」     | 米津玄師  | 米津玄師   | 米津玄師             | 5:01 |
| 14.                      | 「Blue Jasmine」     | 米津玄師  | 米津玄師   | 米津玄師、蔦谷好位置 | 4:39 |
| 合計時間:                | 合計時間:            | 合計時間: | 62:00      |                      |      |

## 楽曲解説
アンビリーバーズ
4thシングル『アンビリーバーズ』表題曲。
フローライト
MVが製作されており、YouTubeにて公開されている。
再上映
Flowerwall
3rdシングル『Flowerwall』表題曲。ニコンD5500CMソング。
あたしはゆうれい
ウィルオウィスプ
随所に『ブレーメンの音楽隊』を彷彿とさせる歌詞が存在し、アルバムタイトルを決定するきっかけになった楽曲。
Undercover
Neon Sign
メトロノーム
本人は「どんなに歩調があう人とも、必ずどこかでズレる。そんな様子をメトロノームと重ねた。」と語っている。MVがYouTubeにて公開されており、実際に本人が描いた約200枚の絵を使用し、ディレクションまで本人が担当した作品となっている。
雨の街路に夜光蟲
シンデレラグレイ
アルバムリリース後に「NTT西日本　スペシャルムービー」に提供され、YouTube上でムービーが期間限定で公開された。
ミラージュソング
かねてからツイキャス配信にて弾き語りで披露していた曲が音源化された。
ホープランド
インタビューで「アンビリーバーズ」と対になる曲だと語られている。明るく壮大な曲調に反して歌詞は陰鬱としており、「暗くなればなるほど、明るい言葉と明るい音でしか表現できなくなる」という米津の音楽表現を体現した楽曲。
Blue Jasmine
アルバムの中で最後に完成した楽曲。
インタビューで「メトロノーム」と対になる曲だと語られている。

## 演奏
- 米津玄師：Vocals, Guitars
- 中島宏士：Guitar (2.5.6.8.11.12)
- 須藤優 (ARDBECK)：Bass (2.3.6.8.10.11.12.13.14)
- 堀正輝 (ARDBECK)：Drums (2.3.4.5.6.7.8.10.11.12.13.14)
- 有松益男：Drums (1)
- 蔦谷好位置：Piano, Hammond Organ (1.4.9.14)
- 伊澤一葉：Piano (10.12)
- 弦一徹：Violin (9)
- 村中俊之：Cello (9)